# Shooting guard
Shooting guard (SG), er en af fem traditionelle positioner (center, point guard, power forward og small forward) på et basketball-hold.
Spilleren som spiller på denne plads er ofte kortere, lettere og hurtigere end forwarden.
Guardens hovedopgave er at score point for holdet samt i nogle tilfælde virke som small forward.
En spiller som kan skifte mellem disse to opgaver kaldes en swingman.